# Yoram Zague
Yoram Zague (París, 15 de mayo de 2006) es un futbolista francés que juega de defensa en el F. C. Copenhague de la Superliga de Dinamarca.

## Trayectoria
Inicialmente como jugador juvenil en el AJN Bagnolet y el Paris F. C., se unió al París Saint-Germain F. C. en 2019, ingresando a la Academia del Club. El 4 de agosto de 2023 se anunció que había firmado su primer contrato profesional con el PSG, que entraría en vigor el 1 de julio de 2024 y duraría hasta el 30 de junio de 2027. Durante la temporada 2023-24 se estableció como capitán del PSG sub-19, bajo la dirección del entrenador Zoumana Camara. El 6 de abril de 2024 hizo su debut profesional en un partido de la Ligue 1 con el PSG en un empate 1-1 contra el Clermont Foot 63, jugando los 90 minutos. En su cumpleaños número 18, el 15 de mayo, anotó su primer gol con el PSG en la victoria por 2-1 sobre el O. G. C. Niza.
En junio de 2025 fue cedido una temporada, con opción de compra, al F. C. Copenhague.

## Selección nacional
El 31 de octubre de 2023 fue convocado por la selección de Francia sub-17 para la Copa Mundial de Fútbol Sub-17 de 2023 celebrada en Indonesia. El equipo se clasificó para la final por segunda vez en la historia, y finalmente fue derrotado por Alemania en una tanda de penaltis.

## Vida personal
Nacido en París, Francia, es de ascendencia marfileña.

## Estadísticas

### Clubes
Actualizado al último partido disputado el 10 de mayo de 2025.
| Club                              | Div.          | Temporada     | Liga  | Liga  | Liga   | Copas nacionales | Copas nacionales | Copas nacionales | Copas internacionales | Copas internacionales | Copas internacionales | Total | Total | Total  |
| Club                              | Div.          | Temporada     | Part. | Goles | Asist. | Part.            | Goles            | Asist.           | Part.                 | Goles                 | Asist.                | Part. | Goles | Asist. |
| --------------------------------- | ------------- | ------------- | ----- | ----- | ------ | ---------------- | ---------------- | ---------------- | --------------------- | --------------------- | --------------------- | ----- | ----- | ------ |
| Paris Saint-Germain F. C. Francia | 1.ª           | 2023-24       | 5     | 1     | 0      | 0                | 0                | 0                | 0                     | 0                     | 0                     | 5     | 1     | 0      |
| Paris Saint-Germain F. C. Francia | 1.ª           | 2024-25       | 4     | 0     | 0      | 2                | 0                | 0                | 0                     | 0                     | 0                     | 6     | 0     | 0      |
| Paris Saint-Germain F. C. Francia | Total club    | Total club    | 9     | 1     | 0      | 2                | 0                | 0                | 0                     | 0                     | 0                     | 11    | 1     | 0      |
| Total carrera                     | Total carrera | Total carrera | 9     | 1     | 0      | 2                | 0                | 0                | 0                     | 0                     | 0                     | 11    | 1     | 0      |

## Palmarés

### Títulos nacionales
| Título               | Club                      | País    | Año  |
| -------------------- | ------------------------- | ------- | ---- |
| Ligue 1              | Paris Saint-Germain F. C. | Francia | 2024 |
| Supercopa de Francia | Paris Saint-Germain F. C. | Francia | 2024 |
| Ligue 1              | Paris Saint-Germain F. C. | Francia | 2025 |
| Copa de Francia      | Paris Saint-Germain F. C. | Francia | 2025 |

### Títulos internacionales
| Título                       | Club                      | Sede   | Año  |
| ---------------------------- | ------------------------- | ------ | ---- |
| Liga de Campeones de la UEFA | Paris Saint-Germain F. C. | Múnich | 2025 |